# Benzimidazol
Benzimidazol (benzimidazola) é um composto orgânico aromático heterocíclico. Este composto bicíclico consiste na fusão de benzeno e imidazol.  O composto benzimidazol mais proeminente na natureza é o N-ribosil-dimetilbenzimidazol, o qual serve como um ligante axial para cobalto na vitamina B12.
O benzimidazol, numa extensão do elaborado sistema imidazol, tem sido usado como esqueleto de carbono para carbenos N-heterocíclicos (NHC, do inglês N-heterocyclic carbenes). Os NHCs são usualmente usados como ligantes para complexos de metais de transição. São frequentemente preparados por deprotonação de um sal de benzimidazólio N,N'-disubstituido na posição 2 com uma base.
Os benzimidazóis exemplificados pelo mebendazol e pelo albendazol, são anti-helmínticos versáteis especialmente contra nematódeos gastrintestinais. As doses adequadas de mebendazol e albendazol são altamente eficazes na ascaríase, na enterobíase, na tricuríase e na ancilostomíase, como infecções únicas ou mistas. Estes fármacos tem ação ovocida, larvicida e vermicida, ou seja são ativos contra os estágios de larvas e vermes adultos que causam tais infecções e também são eficazes contra os ovos de Ascaris e Trichuris.